# Otello (Verdi)
Otello è un'opera di Giuseppe Verdi su libretto di Arrigo Boito, tratto dall'omonima tragedia di Shakespeare.
Penultima opera del maestro, la prima rappresentazione ebbe luogo a Milano il 5 febbraio 1887 nell'ambito della stagione di Carnevale e Quaresima del Teatro alla Scala.

## Prima rappresentazione
| Personaggio                           | Interprete                                           |
| ------------------------------------- | ---------------------------------------------------- |
| Otello                                | Francesco Tamagno                                    |
| Desdemona                             | Romilda Pantaleoni                                   |
| Iago                                  | Victor Maurel                                        |
| Emilia                                | Ginevra Petrovich                                    |
| Cassio                                | Giovanni Paroli                                      |
| Roderigo                              | Vincenzo Fornari                                     |
| Lodovico                              | Francesco Navarrini                                  |
| Montano                               | Napoleone Limonta                                    |
| Un Araldo                             | Angelo Lagomarsino                                   |
| Scene                                 | Carlo Ferrario, realizzazione di Giovanni Zuccarelli |
| Figurini                              | Alfredo Edel                                         |
| Direttore e inventore del macchinismo | Luigi Caprara                                        |
| Maestro del coro                      | Giuseppe Cairati                                     |
| Concertatore                          | Giuseppe Verdi                                       |
| Direttore d'orchestra                 | Franco Faccio                                        |

## Modifiche e rappresentazioni successive
Verdi operò alcune modifiche alla partitura per la versione francese che andò in scena al Théâtre de l'Opéra di Parigi come Othello, il 12 ottobre 1894. Il libretto fu tradotto dallo stesso Boito e da Camille du Locle. Nel 1898 Giuseppe Armanini debuttò interpretando Cassio.
La differenza più vistosa riguarda l'aggiunta delle danze nel terzo atto, secondo la convenzione francese. Verdi aveva dovuto fare altrettanto quando Macbeth e Il trovatore erano state rappresentate a Parigi, ed ora commentava l'aggiunta definendola una "mostruosità": «Nel furor dell'azione interrompere per un balletto?!!!» Probabilmente per compensare, almeno in parte, l'aggiunta del balletto, Verdi accorciò il grandioso concertato finale del terzo atto, che in questa forma è stato talvolta ripreso anche in anni recenti, senza particolare successo.
Nel 1948 avvenne la centesima recita al Palais Garnier di Parigi.

## Stile
Composta dopo un lunghissimo silenzio (l'opera precedente, Aida, era andata in scena nel 1871), Otello contiene numerosi elementi di novità rispetto alle opere precedenti di Verdi. Le forme chiuse sono sempre meno riconoscibili, ormai per gran parte sostituite da un flusso musicale continuo che molti all'epoca considerarono di ispirazione wagneriana.
In realtà, alla luce dei precedenti lavori di Ponchielli e degli altri operisti italiani attivi in quel decennio, questa soluzione non sorprende. E i pezzi chiusi o i rimandi alla tradizione non mancano, benché la loro condotta non sia mai prevedibile. Si pensi al colloquio tra Jago e Roderigo nella vecchia forma di recitativo, al coro Fuoco di gioia, al brindisi di Jago, al quartetto del secondo atto, alla cabaletta Sì pel ciel marmoreo giuro che chiude il secondo atto, al grande concertato del finale del terzo atto o all'Ave Maria.
La novità – almeno rispetto agli antecedenti verdiani – sta però nel fatto che i collegamenti tra i singoli episodi non avvengono più per cesure nette, ma il tessuto musicale appare in continua evoluzione, anche grazie al sapiente uso dell'orchestra, che viene a costituire una sorta di substrato unificante. Nei passaggi tra le singole scene, Verdi elabora i materiali tematici appena ascoltati in modo da creare transizioni impeccabili, come quella che collega la scena del duello tra Cassio e Montano al duetto d'amore che chiude il primo atto. Allo stesso modo, alcuni brani a struttura apparentemente chiusa evolvono inaspettatamente in passaggi dialogici, come nel caso del celebre Credo di Jago o del monologo di Otello Dio, mi potevi scagliar. L'abilità verdiana a giocare con le convenzioni, evocandole per stravolgerle, è testimoniata anche dal brano con cui Otello si presenta in scena, poco dopo l'inizio dell'opera: il famoso Esultate!, che costituisce una sorta di minuscola cavatina, racchiusa in 12 battute.

## Trama

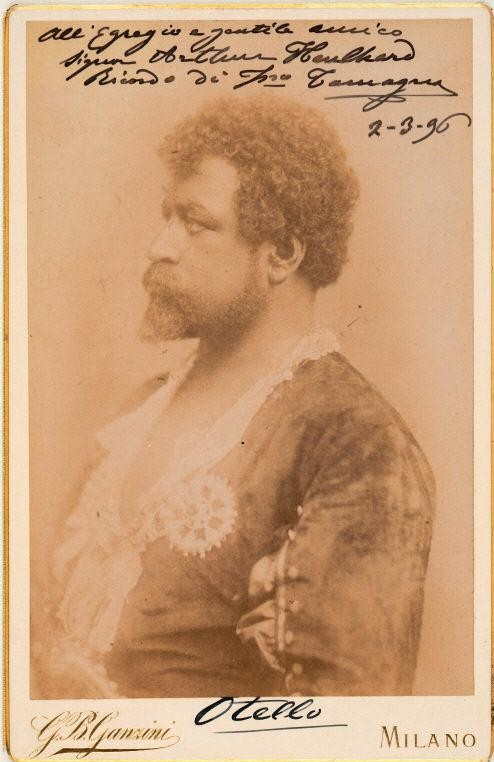
Francesco Tamagno nei panni di Otello in una foto del 1896.

L'azione si svolge in una città di mare nell'isola di Cipro alla fine del XV secolo.
Boito e Verdi eliminarono il primo atto della tragedia shakespeariana, che costituiva un antefatto ambientato a Venezia, allo scopo di rendere la drammaturgia la più serrata possibile.

### Atto I
L'esterno del castello.
In una sera durante un tempestoso temporale. Gli ufficiali, i soldati e il popolo di Cipro assistono atterriti al difficile attracco della nave di Otello, il generale dell'Armata Veneta. Appena messo piede a terra, il Moro proclama la sua vittoria contro il nemico musulmano:
sepolto è in mar; nostra e del ciel è gloria!
Dopo l'armi lo vinse l'uragano!»
(Otello, Atto I)
L'alfiere Iago – che nutre per Otello un odio profondo, avendo questi nominato Cassio luogotenente al posto dello stesso Iago – trae in disparte Roderigo, un gentiluomo veneziano innamorato di Desdemona e gli confida il proprio odio per il Moro, facendogli poi credere che anche Cassio nutra una passione per la donna. Dunque la rovina del luogotenente conviene a entrambi. Roderigo abbocca e provoca Cassio, già spinto a bere fino all'ubriachezza dal perfido Iago. I due si battono e l'ex governatore di Cipro, Montano, si interpone per fermarli venendo ferito. Il clamore della zuffa fa accorrere Otello che punisce Cassio degradandolo.
Sopraggiunge Desdemona. Il Moro ordina a tutti di allontanarsi e rievoca con lei i ricordi tumultuosi della sua vita e la nascita del loro amore. Una dolce notte li attende.

### Atto II
Una sala terrena del castello.
Iago continua a tessere la sua tela: consiglia Cassio di rivolgersi a Desdemona, affinché interceda per lui presso il marito, e insinua a poco a poco in Otello il dubbio che fra il bell'ufficiale e la sua sposa sia nata una tresca. 
Ignara di tutto, Desdemona si rivolge a Otello perorando con calore la causa di Cassio; inavvertitamente lascia cadere il prezioso fazzoletto che lo sposo le aveva donato come pegno d'amore. Iago lo raccoglie sottraendolo alla moglie Emilia, ancella di Desdemona. Quindi narra a Otello di aver udito Cassio rivolgere in sogno parole d'amore a Desdemona e afferma di aver visto il fazzoletto di lei nelle mani dell'affascinante ufficiale. Al colmo dell'ira e della gelosia, il Moro giura di vendicarsi.

### Atto III
La grande sala del castello.
Un araldo annuncia l'arrivo imminente della galea che reca a Cipro gli ambasciatori di Venezia. Otello incontra Desdemona, che ingenuamente torna a perorare la causa di Cassio, e le chiede di fasciargli la fronte col fazzoletto.
L'imbarazzo della sposa, che si accorge di averlo perduto e non può esaudire la sua richiesta, e l'insistenza con cui ella torna a parlargli di Cassio, fanno esplodere la furia di Otello che, incurante delle lacrime della sposa, la insulta e la scaccia.
Iago nel frattempo ha predisposto un colloquio con Cassio, allo scopo di fornire a Otello una prova, all'apparenza inconfutabile, del tradimento.
Il Moro assiste nascosto all'incontro dei due ufficiali e, pur non comprendendo tutte le parole, crede di capirne il senso: ode Cassio pronunciare il nome di Desdemona, lo vede sorridere compiaciuto e scorge nelle sue mani il fazzoletto della sposa, che Iago ha provveduto a far giungere nella dimora del giovane, ignaro di tutto.
Mentre uno squillo di tromba e un colpo di cannone annunciano l'approdo della trireme veneziana, Otello, ormai certo dell'adulterio della moglie, decide con Iago come e quando ucciderla.
La sala si riempie di dignitari, gentiluomini e dame. 
Desdemona, in preda a un profondo turbamento, presenzia alla cerimonia accompagnata da Emilia. 
L'Ambasciatore della Repubblica Veneta reca un messaggio del Doge: Otello è richiamato a Venezia, Cassio sarà il suo successore a Cipro. 
Lodovico invita Otello a confortare la sposa in lacrime, ma il Moro, che legge nel dolore della sposa la conferma del tradimento, perso ogni controllo, l'aggredisce brutalmente: «A terra!!!... e piangi!...». Poi ordina a tutti i presenti, stupefatti e inorriditi, di andarsene, maledice Desdemona e, in preda a una terribile crisi convulsiva, cade a terra tramortito. 
Mentre di fuori si inneggia al «Leon di Venezia», Iago constata con feroce ironia: «Ecco il Leone!».

### Atto IV
La camera di Desdemona.
In preda a un triste presentimento, Desdemona si prepara per la notte assistita dalla fedele Emilia e intona un'antica canzone. Poi, prima di addormentarsi, recita un'Ave Maria. 
Otello entra da una porta segreta, si avvicina alla sposa e la bacia. 
Poi, quando Desdemona si sveglia, la invita a chiedere perdono al Cielo per i suoi peccati poiché la sua morte è ormai vicina. 
La donna tenta disperatamente di difendersi, ma viene soffocata dal marito con il suo cuscino. 
Emilia bussa alla porta ed entra appena in tempo per raccogliere le ultime parole della sua signora: «al mio signor mi raccomanda... muoio innocente...». 
Otello accusa Desdemona di tradirlo, ed Emilia gli rivela che Cassio ha ucciso Roderigo. Alle grida di Emilia – «Otello uccise Desdemona!» – accorrono tutti gli ospiti del castello. Iago fugge inseguito dai soldati, dopo che la moglie ha smascherato davanti a tutti l'inganno del fazzoletto. Ora tutto è chiaro: Otello si trafigge con il pugnale sul corpo della moglie e muore baciandola un'ultima volta.

## Organico orchestrale
La partitura di Verdi prevede l'utilizzo di:
- 3 flauti (III. anche ottavino), 2 oboi, corno inglese, 2 clarinetti, clarinetto basso, 4 fagotti
- 4 corni, 2 cornette, 2 trombe, 3 tromboni, trombone basso
- timpani, piatti, tam-tam, 2 grancasse
- arpa (2 arpe nella versione francese)
- archi. In quest' opera viene introdotto per la prima volta il Contrabbasso a 4 corde.

Da suonare sul palco:
- mandolini, chitarre, cornamusa, tamburelli (solo nel balletto).

Da suonare internamente:
- 6 trombe, 4 tromboni, macchina del vento, organo, cannone.

## Brani famosi
- Esultate!, sortita di Otello (Atto I)
- Fuoco di gioia!
- Innaffia l'ugola!...Chi all'esca ha morso, Brindisi (Atto I)
- Già nella notte densa, duetto, Otello e Desdemona (Atto I)
- Credo in un Dio crudel, monologo, Jago (Atto II)
- Sì, pel ciel marmoreo giuro, cabaletta, Otello e Jago (Atto II)
- Dio ti giocondi, o sposo duetto, Otello e Desdemona (Atto III)
- Dio! mi potevi scagliar, monologo, Otello (Atto III)
- Questa è una ragna, terzetto tra Jago, Cassio ed Otello (Atto III)
- Canzone del salice (Piangea cantando), Desdemona (Atto IV)
- Ave Maria, preghiera di Desdemona (Atto IV)
- Niun mi tema, monologo, Otello (Atto IV)

## Numeri musicali

### Atto I
- 1 Uragano
  - Coro Una vela! - Un vessillo! (Jago, Roderigo, Cassio, Montano, Coro) Scena I
  - Scena Esultate! L'orgoglio musulmano (Otello, Jago, Roderigo, Coro) Scena I
- 2 Coro
  - Coro Fuoco di gioia! (Coro) Scena I
- 3 Brindisi (Jago, Cassio, Roderigo, Coro) Scena I
  - Brindisi Innaffia l'ugola! (Jago, Cassio, Roderigo, Coro) Scena I
- 4 Scena
  - Scena Capitano, v'attende la fazione ai baluardi (Montano, Cassio, Jago, Roderigo, Coro) Scena I
  - Scena Abbasso le spade! (Otello, Jago, Cassio, Montano, ) Scena II
- 5 Duetto
  - Duetto Già nella notte densa (Otello, Desdemona) Scena III

### Atto II
- 6 Scena
  - Scena Non ti crucciar. Se credi a me (Jago, Cassio) Scena I
- 7 Monologo
  - Scena Vanne; la tua meta già vedo (Jago) Scena II
  - Monologo Credo in un Dio crudel (Jago) Scena II
- 8 Scena
  - Scena Ciò m'accora... - Che parli? (Jago, Otello) Scena III
- 9 Coro e Quartetto
  - Coro Dove guardi splendono raggi (Coro) Scena III
  - Aria Splende il cielo, danza l'aura, olezza il fior (Desdemona, Otello, Jago, Coro) Scena III
- 10 Quartetto
  - Quartetto D'un uom che geme sotto il tuo disdegno (Desdemona, Otello, Jago, Emilia) Scena IV
- 11 Scena
  - Scena Desdemona rea! (Otello, Jago) Scena V
  - Aria Ora e per sempre addio, sante memorie (Otello, Jago) Scena V
  - Aria Era la notte, Cassio dormia (Jago, Otello) Scena V
  - Cabaletta Sì, pel ciel marmoreo giuro! (Otello, Jago) Scena V

### Atto III
- 12 Scena
  - Scena La vedetta del porto ha segnalato (Araldo, Otello, Jago) Scena I
- 13 Duetto
  - Duetto Dio ti giocondi, o sposo dell'alma mia sovrano (Desdemona, Otello) Scena II
- 14 Aria
  - Aria Dio! mi potevi scagliar tutti i mali (Otello) Scena III
  - Scena Ah! Dannazione! (Otello, Jago) Scena IV
- 15 Terzetto
  - Vieni; l'aula è deserta (Jago, Cassio, Otello) Scena V
- 16 Scena
  - Come la ucciderò? (Otello, Jago) Scena VI
- 17 Finale
  - Coro e Scena Evviva! Evviva il Leon di San Marco! (Coro, Otello, Jago, Lodovico, Desdemona, Emilia) Scena VI-VII
  - Scena Eccolo! È lui! - Nell'animo lo scruta (Otello, Roderigo, Jago, Cassio, Lodovico) Scena VIII
  - Aria A terra!... sì... nel livido fango... (Desdemona) Scena VIII
  - Concertato Quell'innocente un fremito (Emilia, Roderigo, Cassio, Lodovico, Jago, Otello, Desdemona, Coro) Scena VIII
  - Scena Fuggirmi io sol non so!... (Otello, Jago, Coro) Scena IX

### Atto IV
- 18 Canzone del salice
  - Scena Era più calmo? - Mi parea (Emilia, Desdemona) Scena I
  - Canzone del Salice Mia madre aveva una povera ancella / «Piangea cantando» (Desdemona) Scena I
- 19 Ave Maria
  - Ave Maria, piena di grazia (Desdemona) Scena II
- 20 Duetto
  - Chi è là?... Otello? (Desdemona, Otello) Scena III
- 21 Scena
  - Aprite! Aprite! - Chi è là? Chi batte? (Emilia, Otello, Desdemona) Scena III
- 22 Scena e Aria
  - Scena Quai grida! Orrore! Orrore! (Emilia, Jago, Otello, Cassio, Montano, Lodovico) Scena IV
  - Aria Finale Niun mi tema s'anco armato mi vede (Otello) Scena IV

## Cinema
La più nota trasposizione cinematografica è Otello firmato da Franco Zeffirelli, con Plácido Domingo e Katia Ricciarelli, che cantano con l'orchestra del Teatro alla Scala di Milano diretta da Lorin Maazel (1986). Si tratta tuttavia di una libera rivisitazione della partitura verdiana, oltre che del libretto di Boito, che portò tra le altre cose alla soppressione del Fuoco di Gioia (sostituito da un balletto arabeggiante) e della celebre Canzone del salice che apre l'atto IV. Numerosi anche i piccoli tagli all'interno di singoli brani. Della colonna sonora del film esiste una edizione discografica pubblicata dalla EMI, che è assolutamente integrale e comprende anche la musica espunta dalla pellicola.

## Incisioni discografiche (selezione)
| Anno | Cast (Otello, Desdemona, Jago)                           | Direttore           | Etichetta           |
| ---- | -------------------------------------------------------- | ------------------- | ------------------- |
| 1932 | Nicola Fusati, Maria Carbone, Apollo Granforte           | Carlo Sabajno       | La Voce del Padrone |
| 1947 | Ramón Vinay, Herva Nelli, Giuseppe Valdengo              | Arturo Toscanini    | RCA Victor          |
| 1954 | Mario Del Monaco, Renata Tebaldi, Aldo Protti            | Alberto Erede       | Decca               |
| 1960 | Jon Vickers, Leonie Rysanek, Tito Gobbi                  | Tullio Serafin      | RCA                 |
| 1961 | Mario Del Monaco, Renata Tebaldi, Aldo Protti            | Herbert Von Karajan | Decca               |
| 1968 | James McCracken, Gwyneth Jones, Dietrich Fischer-Dieskau | John Barbirolli     | EMI                 |
| 1974 | Jon Vickers, Mirella Freni, Peter Glossop                | Herbert Von Karajan | EMI                 |
| 1977 | Carlo Cossutta, Margaret Price, Gabriel Bacquier         | Georg Solti         | Decca               |
| 1978 | Plácido Domingo, Renata Scotto, Sherrill Milnes          | James Levine        | RCA                 |
| 1985 | Plácido Domingo, Katia Ricciarelli, Justino Díaz         | Lorin Maazel        | EMI                 |
| 1991 | Luciano Pavarotti, Kiri Te Kanawa, Leo Nucci             | Georg Solti         | Decca               |
| 1996 | José Cura, Barbara Frittoli, Ruggero Raimondi            | Claudio Abbado      | Rai                 |
| 2020 | Jonas Kaufmann, Federica Lombardi, Carlos Álvarez        | Antonio Pappano     | Sony Classical      |

## DVD (selezione)
| Anno | Cast (Otello, Desdemona, Jago)                           | Direttore           | Etichetta           |
| ---- | -------------------------------------------------------- | ------------------- | ------------------- |
| 1973 | Jon Vickers, Mirella Freni, Peter Glossop                | Herbert von Karajan | Deutsche Grammophon |
| 1982 | Vladimir Atlantov, Kiri Te Kanawa, Piero Cappuccilli     | Zoltán Peskó        | Warner Music Vision |
| 1985 | Plácido Domingo, Katia Ricciarelli, Justino Díaz         | Lorin Maazel        | MGM DVD             |
| 1992 | Placido Domingo, Kiri Te Kanawa, Sergei Leiferkus        | Georg Solti         | Kultur              |
| 1996 | Placido Domingo, Renée Fleming, James Morris             | James Levine        | Deutsche Grammophon |
| 2001 | Placido Domingo, Barbara Frittoli, Leo Nucci             | Riccardo Muti       | TDK                 |
| 2010 | Aleksandrs Antonenko, Marina Poplavskaya, Carlos Álvarez | Riccardo Muti       | Unitel Classica     |
| 2014 | Gregory Kunde, Carmela Remigio, Lucio Gallo              | Chung Myung-whun    | Unitel Classica     |
| 2018 | Jonas Kaufmann, Maria Agresta, Marco Vratogna            | Antonio Pappano     | Sony Classical      |